# Otto Luening
Otto Clarence Luening (15 de junio de 1900-2 de septiembre de 1996) fue un compositor y director de orquesta germano-estadounidense, considerado uno de los primeros pioneros de la música electrónica.

## Biografía
Luening nació en Milwaukee (Wisconsin), de padres alemanes, Eugene, director de orquesta y compositor, y Emma cantante aficionada. Cuando tenía 12 años, su familia se mudó a Munich, donde estudió música en la Academia Estatal de Música. A los 17 años se mudó a Suiza y asistió al Conservatorio Municipal de Música de Zúrich y a Universidad de Zúrich, donde estudió con Ferruccio Busoni y Philipp Jarnach. También fue actor y director de escena de la English Players Company de James Joyce. Regresó a los Estados Unidos en 1924 y se presentó principalmente como director de ópera en Chicago y en la Escuela de Música Eastman.
Sus estrenos como director incluyeron The Mother of Us All de Virgil Thomson, The Medium de Gian Carlo Menotti y su propia Evangeline .
Las cintas de música de Luening, que incluyen A Poem in Cycles & Bells, Gargoyles for Violin & Synthesized Sound y Sounds of New Music, demostraron el potencial inicial de los sintetizadores y las técnicas de edición especiales para la música electrónica. En un concierto el 28 de octubre de 1952 con Vladimir Ussachevsky en el MoMA de Nueva York presentó Fantasy in Space, grabaciones de flauta manipuladas en cinta magnética, y condujo a una aparición en The Today Show con Dave Garroway. Luening fue cofundador, junto con Ussachevsky, del Centro de Música Electrónica de Columbia-Princeton en 1958. También cofundó Composers Recordings, Inc. en 1954, con Douglas Moore y Oliver Daniel.
Murió en Nueva York en 1996. Entre sus estudiantes más notables se incluyen Chou Wen-chung, Charles Wuorinen, Joan Tower, John Corigliano, Harvey Sollberger, Faye-Ellen Silverman, Dave Soldier, Sol Berkowitz, Elliott Schwartz, Bernard Garfield, Norma Wendelburg y Karl Korte .    
A lo largo de su carrera, Luening puso música a escritos de Oscar Wilde, Emily Dickinson, Lord Byron, Walt Whitman, William Blake, Percy Bysshe Shelley, Sharpe, Naidu, Hermann Hesse y Johann Wolfgang von Goethe.

### Entrevistas
- Entrevista a Otto Luening, 20 de julio de 1985

- Datos: Q2039834